# Zotalemimon posticata
Zotalemimon posticata là một loài bọ cánh cứng trong họ Cerambycidae.